# Rue Charles-Schmidt
La rue Charles-Schmidt est une voie publique de Saint-Ouen-sur-Seine, dans le département de la Seine-Saint-Denis.

## Situation et accès
D'orientation nord-ouest / sud-est, elle commence avenue Gabriel-Péri et termine rue du Docteur-Babinski et rue Jean-Henri-Fabre, au droit du boulevard périphérique, où elle est ensuite prolongée par l'avenue de la Porte-de-Montmartre dans le 18e arrondissement de Paris.
A son extrémité nord, à l'angle avec l'avenue Gabriel-Péri, elle est desservie par la station de métro Garibaldi, puis elle est prolongée par la rue Louis-Blanc.

## Origine du nom
Son nom actuel est en référence à Charles Schmidt, résistant local, fusillé comme otage le 11 août 1942 au Mont-Valérien. Son nom est gravé sur le monument de la Résistance et de la Déportation situé au cimetière municipal de Saint-Ouen.

## Historique
Anciennement appelée rue de Montmartre, du nom de l'ancienne commune vers laquelle elle conduisait.

## Bâtiments remarquables et lieux de mémoire
A son extrémité nord se situe l'église Notre-Dame-du-Rosaire de Saint-Ouen.